# آلبوم پرآهنگ
یک آلبوم پرآهنگ (به‌انگلیسی: Long play؛ به‌صورت مخفف: LP)، آلبومی از قطعات موسیقی است که شامل بیش از پنج قطعه موسیقی می‌شود که جمعاً چیزی بیش از یک ساعت زمان دارند. تاریخچهٔ استفاده از این اصطلاح، به زمانی بر می‌گردد که موسیقی روی صفحات گرامافون عرضه می‌شد. این اصطلاح برای صفحات گرامافونی به کار می‌رفت که تعداد آهنگ‌های آن‌ها بیشتر از آلبوم‌های چند آهنگه بود.
امروزه با توجه به عرضهٔ موسیقی روی لوح فشرده، مرز بین یک آلبوم چندآهنگه و یک آلبوم پرآهنگ در واقع مرزی ساختگی است، و با توجه به مسائل تجاری تعیین می‌شود. (سودی که در قالب فروش آلبوم‌های پرآهنگ عاید یک هنرمند می‌شود، بیش از سود آلبوم چندآهنگه است.)

## پیوندهای مرتبط
- نسخهٔ نمایشی
- تک‌آهنگ
- آلبوم استودیویی
- آلبوم زنده
- آلبوم ریمیکس
- آلبوم مفهومی
- آلبوم موسیقی متن
- آلبوم چندآهنگه
- آلبوم گردآوری‌شده
- مجموعه جعبه‌ای